# Bugatti EB 110
La Bugatti EB 110 è un'autovettura sportiva prodotta tra il 1991 ed il 1995 dalla Bugatti Automobili, durante la sua gestione italiana negli stabilimenti di Campogalliano, in provincia di Modena.

## Storia
Nel 1963 l'Automobiles Ettore Bugatti aveva terminato la sua produzione automobilistica, che nel precedente quindicennio si era mantenuta a livelli precari, proponendo auto di scarso successo commerciale. A tale declino aveva contribuito anche la morte del fondatore Ettore Bugatti, scomparso nel 1947, la cui mancanza aveva pesato non poco sul lento tramonto della casa francese, assorbita nel 1963 dalla Hispano-Suiza.

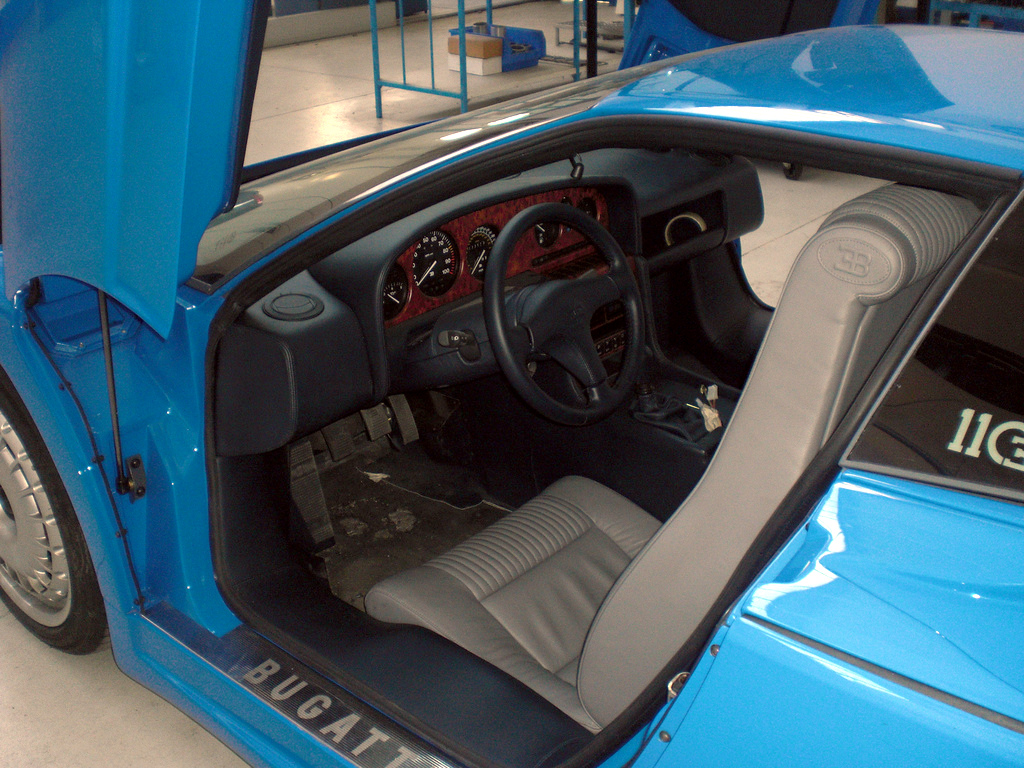
Interni di una EB 110

Nel 1987 il marchio Bugatti fu rispolverato dall'imprenditore italiano Romano Artioli e dall'ingegnere Paolo Stanzani. Artioli acquisì i diritti grazie ad un dossier di presentazione del progetto di rinascita elaborato da Stanzani e al buon nome di Ferruccio Lamborghini, inizialmente coinvolto nel progetto. Stanzani, con lo studio Tecnostile, si mise immediatamente al lavoro per la realizzazione di una sportiva a elevate prestazioni che potesse rivaleggiare con le migliori produzioni di quel periodo oltreché posizionarsi quale migliore vettura ad alte prestazioni sul mercato. Gli stabilimenti per la realizzazione di questa vettura erano a Campogalliano, nel modenese, e furono progettati dall'architetto Giampaolo Benedini. Paolo Stanzani per i primi anni ricoprì il ruolo di Amministratore Unico e Direttore Tecnico, creando da zero ad una nuova casa automobilistica, la Bugatti Automobili S.p.A., e ad una vettura innovativa. Egli abbandonò la Bugatti Automobili nel luglio del 1990, a causa di insanabili contrasti con il socio di maggioranza da cui venne estromesso . Artioli assunse la presidenza del CdA, mentre la direzione tecnica venne affidata alcuni mesi più tardi a Nicola Materazzi, quando mancavano nove mesi alla presentazione ufficiale della prima vettura. 
L'auto, modificata nel telaio che passò dall'honeycomb di alluminio al carbonio, e rimaneggiata nelle fasi finali da Benedini sullo stile originario proposto da Marcello Gandini, fu presentata il 14 settembre 1991 a Place De La Défense a Parigi e il giorno successivo a Molsheim, dov'era stata fondata l'originaria officina Bugatti. La data di presentazione non fu casuale: il 15 settembre è il giorno della nascita di Ettore Bugatti e nel 1991 cadeva il centodecimo anniversario. Questo spiega anche il nome dell'auto, EB 110 GT, che sta per "Ettore Bugatti, 110 anni, Gran Turismo".
La vettura era dotata di tecnologia d'avanguardia ed era spinta da un potente motore V12; sotto il profilo delle prestazioni non aveva nulla da invidiare a sportive contemporanee quali Lamborghini Diablo e Ferrari F40.
Un paio di anni dopo il suo arrivo, anche Materazzi si scontrò con Artioli e se ne andò da Campogalliano, sostituito da Mauro Forghieri, quando ormai la situazione economica dell'azienda era compromessa. L'anno successivo anche lui abbandonò il progetto, poco prima del fallimento,

## Genesi e specifiche tecniche

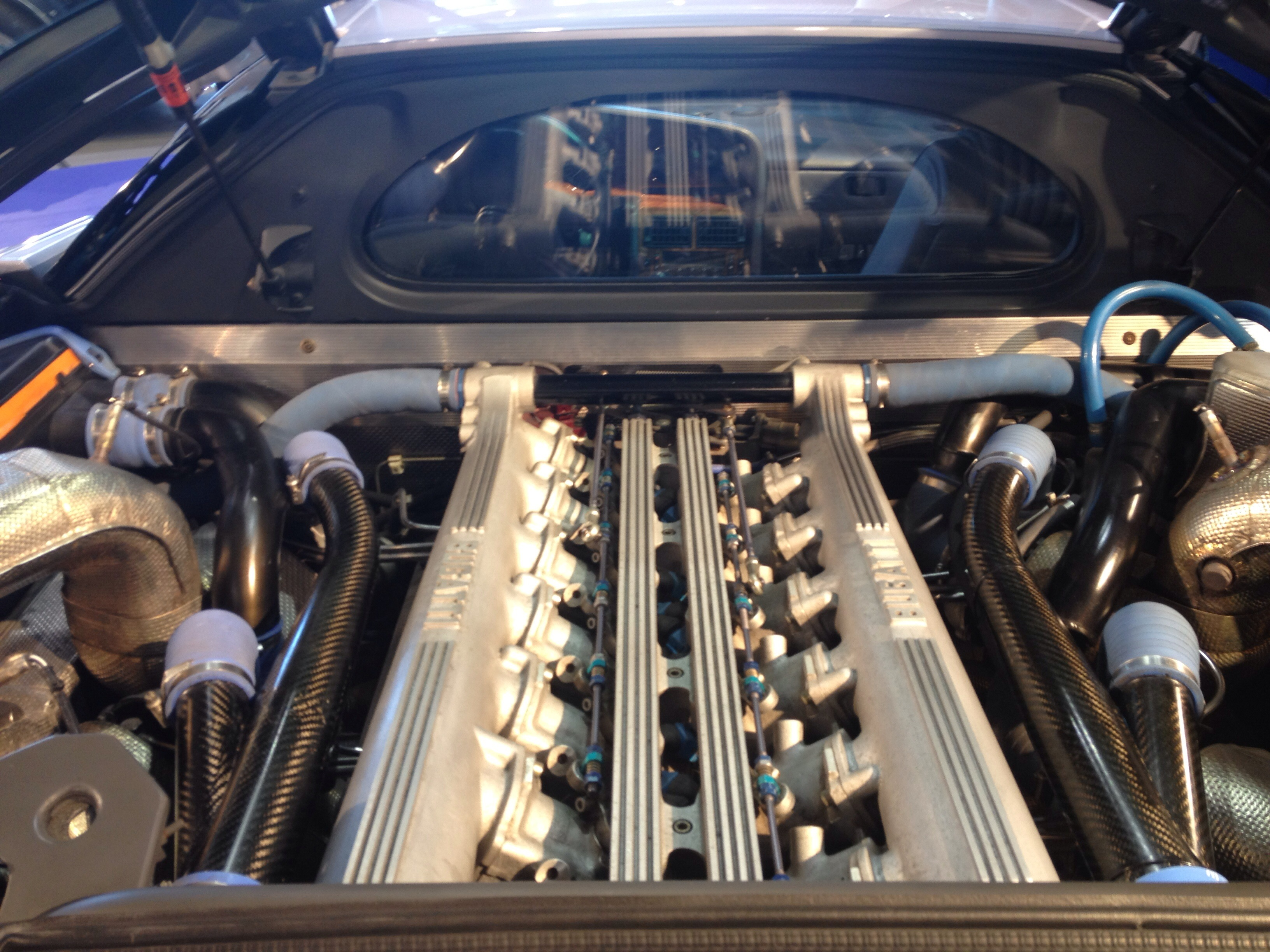
Dettaglio del motore V12 di una EB 110

La EB 110 è mossa da un 12 cilindri a V di 60º, con monoblocco in lega di alluminio e magnesio, testate in alluminio e titanio, sistemato in posizione posteriore centrale longitudinale che ingloba il cambio e parte della trasmissione. Tale propulsore è dotato di lubrificazione a carter secco, distribuzione a due alberi a camme in testa per bancata, con 5 valvole per cilindro. La cilindrata è di 3.500 cm³, alesaggio 81,0 mm e corsa 56,6 mm. Una peculiarità dell’auto è di essere dotata di un sistema di sovralimentazione con 4 turbocompressori IHI, caratteristica unica a suo tempo. A seconda delle versioni, eroga una potenza di 560 CV a 8.000 giri/min o 610 CV a 8.250 giri/min. È dotata di 2 serbatoi per il combustibile, per una capacità totale di benzina di 120 litri.
Il capo progettista di questa gran turismo fu l'ingegner Paolo Stanzani, già direttore tecnico della Lamborghini e padre delle vetture Espada, Jarama, Urraco e Countach. In seguito a sostanziali divergenze di vedute tra Romano Artioli, presidente della Bugatti Automobili, e Stanzani, sia sulla gestione degli investimenti, sia sui prototipi realizzati, Stanzani nel 1990 lasciò l'azienda. Artioli prima si servì del cugino architetto Giampaolo Benedini, poi affidò la direzione tecnica a Nicola Materazzi, già ingegnere di Lancia Stratos e Ferrari F40, e Pavel Rajmis, già all'opera sull'Audi Sport quattro. 

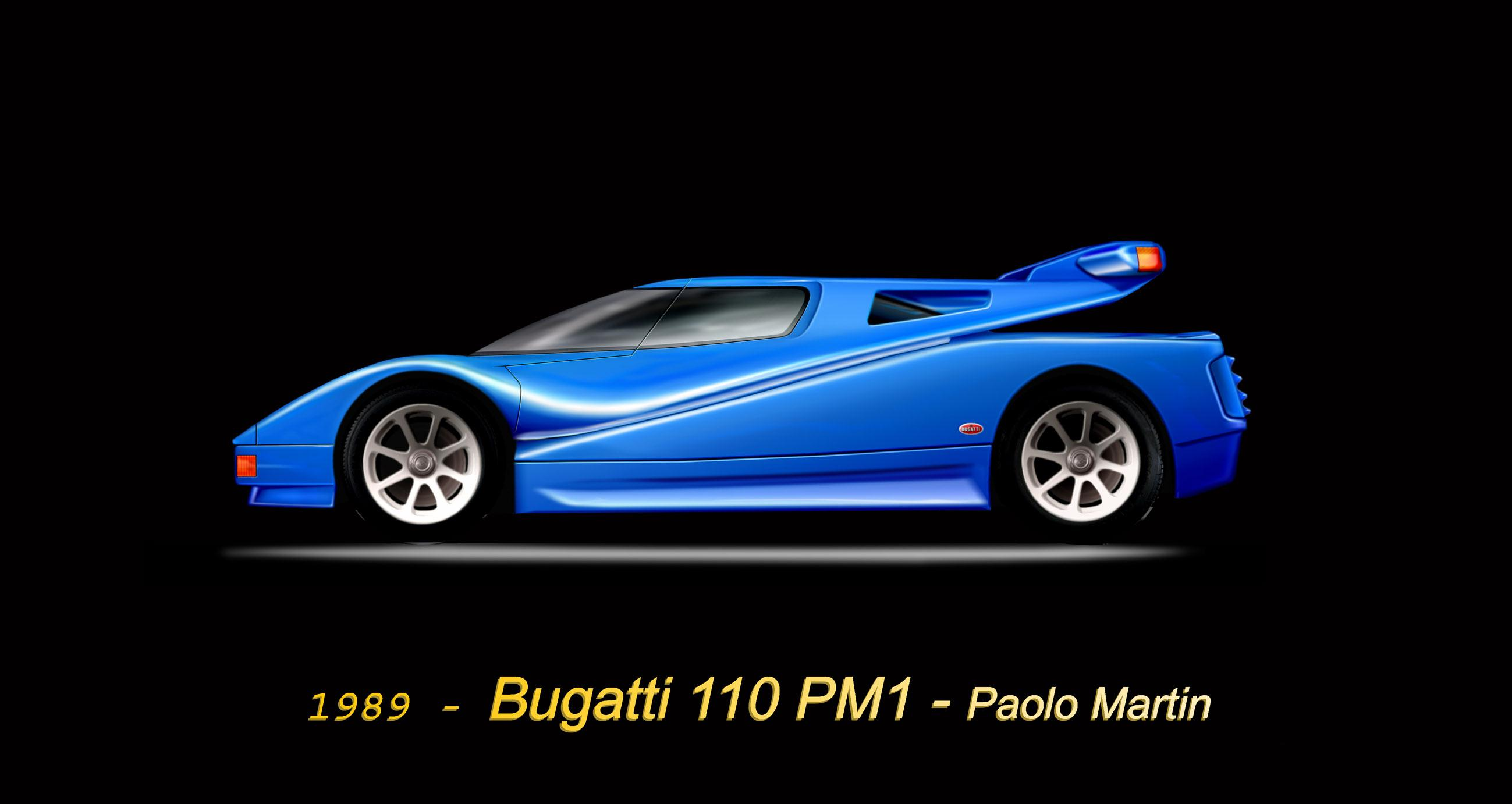
La 110 PM1 disegnata da Paolo Martin nel 1989

Per quanto riguarda il design ci furono inizialmente quattro proposte di stile, di Paolo Martin (ex Pininfarina), Italdesign Giugiaro, Bertone e Marcello Gandini (designer tra le altre di Lamborghini Miura e Countach e Lancia Stratos). Venne scelta inizialmente la proposta spigolosa e cuneiforme di Gandini, dotata di portiere a forbice, ma Artioli, dopo la partenza di Stanzani, chiese al designer una seconda proposta di stile mentre erano in costruzione già 5 prototipi marcianti della prima versione. Dopo l'approvazione della seconda proposta, Gandini si disimpegnò dal progetto mal tollerando le interferenze di Artioli e Benedini nell suo lavoro . Benedini assunse la direzione dello stile e degli interni, aggiunse il  "ferro di cavallo" Bugatti nella calandra, spostò i proiettori più in alto non rendendoli più a scomparsa ed eliminò i copri ruota posteriori, portando la EB 110 in produzione come la conosciamo oggi .
I tecnici italiani nel concepire la EB 110 concentrarono i loro sforzi nel massimo contenimento del peso del corpo vettura, e ci riuscirono progettando il telaio in modo innovativo: venne infatti realizzato un telaio a vasca  monoscocca in fibra di carbonio (realizzato da Aérospatiale, specialista nel settore aeronautico per la lavorazione del carbonio) e fu la prima auto stradale della storia ad adottare un telaio in carbonio. Purtroppo tale scelta fece lievitare notevolmente i tempi e i costi di produzione.
Per trasmettere efficacemente l'elevata potenza del motore e garantire una maggior sicurezza delle persone a bordo, venne adottata la trazione integrale di tipo permanente con tre differenziali, con ripartizione della coppia motrice al 73% sul retrotreno e al 27% sull'avantreno. Il cambio era a sei marce manuale. L'impianto frenante era anch'esso di prim'ordine, avvalendosi di dischi Brembo autoventilanti da 322 mm di diametro e con pinze freno a 4 pompanti, dotato di ABS.

## Versioni
La EB 110 è una berlinetta sportiva proposta in due varianti: la GT (Gran Turismo) e la SS (Super Sport).
Nonostante i grandi contenuti tecnici della vettura i risultati commerciali in termini di vendite non furono eclatanti: solo 92 GT e 31 SS furono prodotte, forse a causa dell'elevato prezzo di listino (dai 550 milioni di lire per la GT per arrivare fino a 670 milioni di lire per la Super Sport nel periodo 1993-1994) ma soprattutto per il fallimento decretato nel 1995.

### EB 110 GT
Presentata a Parigi, rappresenta il modello base. È spinta da un motore capace di sviluppare 560 CV a 8.000 giri/min, la coppia motrice erogata raggiunge un picco massimo di 608 Nm a 3.700 giri/min, con un rapporto di compressione di 8,0:1, trazione integrale permanente, il peso totale è di circa 1.620 kg, raggiunge una velocità massima di 342 km/h (stabilì all’epoca il record mondiale di velocità per auto di serie) e per accelerare da 0 a 100 km/h impiega 3,5 secondi.
Una particolarità a livello estetico sono i cerchi che riprendono il motivo di quelli della Bugatti Tipo 41 Royale.
Nel 1994, un esemplare di EB 110 GT venne modificato per funzionare a metano. Grazie ad un sofisticato impianto di iniezione elettronica del metano, la potenza sviluppata passò da 560 a 650 CV aumentando la pressione dei turbo in virtù del più elevato rapporto di compressione raggiungibile in camera di combustione usando il gas rispetto alla benzina. La vettura stabilì sul circuito di Nardò, con Loris Bicocchi alla guida, il record mondiale di velocità massima per vetture di serie omologate per uso stradale alimentate a gas naturale con una velocità massima di 344,7 km/h, dimostrando come anche una Gran Turismo estrema equipaggiata con un sistema disponibile in commercio e alimentata da un carburante alternativo, spesso definito fiacco, possa raggiungere prestazioni di rilievo, anche superiori a quelle ottenibili con la normale alimentazione a benzina.

### EB 110 SS

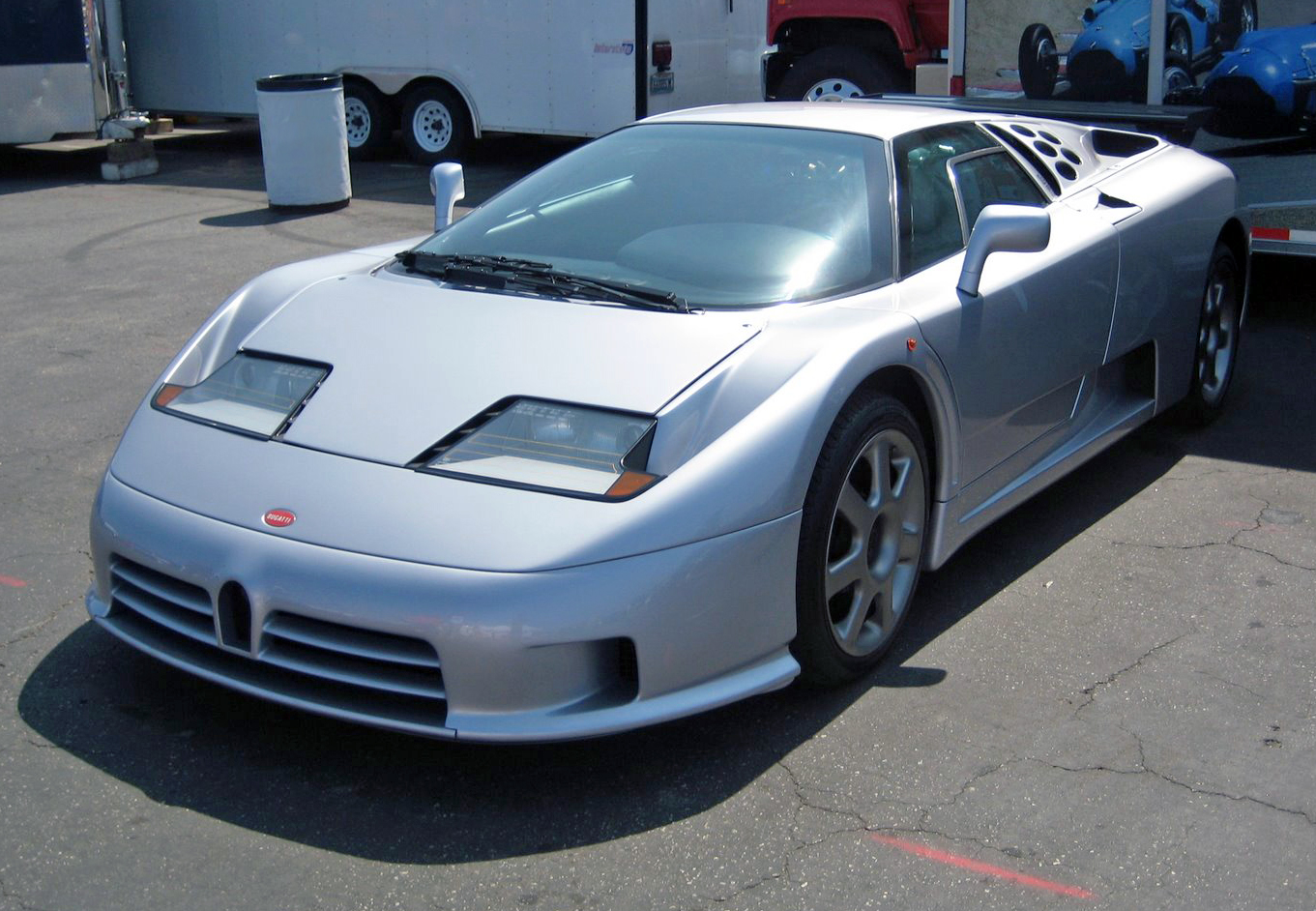
La EB 110 Super Sport

Presentata al Salone dell'automobile di Ginevra 1992, si tratta dell'evoluzione della già estrema GT, con un'indole sportiva più marcata, è priva di alcuni equipaggiamenti e comfort presenti sulla GT. A livello estetico si differenzia per la presenza di 5 prese d'aria ovali per il vano motore poste sul montante subito dietro i finestrini laterali, alettone posteriore fisso e non estraibile automaticamente come nella GT, cerchi a 7 razze che riprendono il motivo di quelli della leggendaria Tipo 35.
Per quanto riguarda la parte meccanica, la trazione è sempre su 4 ruote motrici. Numerosi accorgimenti hanno permesso di ridurre significativamente il peso a circa 1.470 kg. Il motore fu potenziato e in grado di sviluppare 610 CV a 8.250 giri/min, raggiungendo la straordinaria potenza specifica di 174,3 CV/litro, mentre la coppia motrice erogata offre un picco massimo di 637 Nm a 3.800 giri/min, risultati ottenuti tramite l'innalzamento della pressione del turbo, mentre il rapporto di compressione scende a 7,5:1.
Le prestazioni su strada sono le seguenti: raggiunge una velocità massima di 351 km/h (stabilendo un nuovo record di velocità per auto di serie) per accelerare da 0–100 km/h impiega 3,3 secondi, e fu la prima automobile stradale a registrare un tempo inferiore ai 20 secondi nella prova di percorrenza del chilometro con partenza da fermo, coprendo la distanza in 19,6 secondi.
Nel 1995, sul mare ghiacciato nei pressi di Oulu in Finlandia, con Gildo Pallanca Pastor alla guida, la vettura stabilì il record del mondo di velocità su ghiaccio raggiungendo i 296,3 km/h.
Un acquirente illustre della vettura fu Michael Schumacher, che nel 1994 acquistò una EB110 SS gialla con gli interni in allestimento GT, in pelle blu.
Il Sultano del Brunei possiede quattro esemplari in versione SS.

## Motorizzazioni
| Modello           | Disponibilità              | Motore  | Cilindrata (cm³) | Potenza | Coppia Massima (Nm) | Emissioni CO2 (g/km) | 0–100 km/h (secondi) | Velocità max (km/h) | Consumo medio (km/l) |
| Bugatti EB 110 GT | Dal debutto (1991) al 1995 | Benzina | 3500             | 560 CV  | 608                 | n.d                  | 3,5                  | 342                 | 5,0                  |
| Bugatti EB 110 SS | Dal debutto (1992) al 1995 | Benzina | 3500             | 650 CV  | 640                 | n.d                  | 3,3                  | 351                 | 4,2                  |

## Versioni da corsa

### EB 110 SS Le Mans

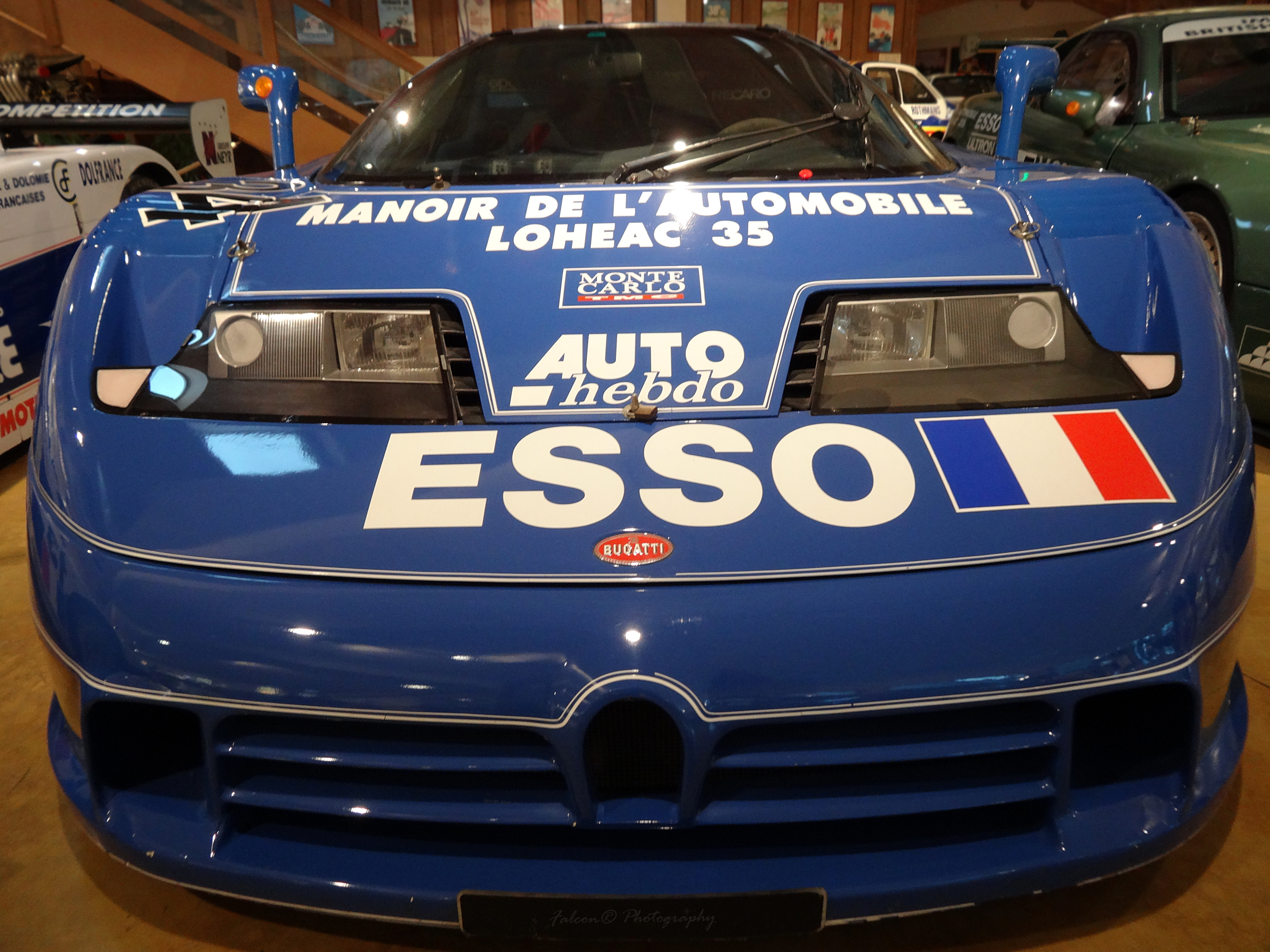
EB 110 SS Le Mans

Fu realizzata una versione da competizione derivata dalla Super Sport, modificata per gareggiare alla 24 Ore di Le Mans nella classe GT1. Infatti nel 1994 l'istituzione da parte dell'ACO di un nuovo regolamento tecnico, permetteva alle Gran Turismo di competere contro gli sport-prototipi con buone possibilità di vittoria assoluta. Con varie semplificazioni la vettura era stata alleggerita arrivando a 1.280 kg, con un risparmio di peso di 200 kg; anche il motore fu rivisto, posizionando delle flangiature sui condotti di aspirazione e limitando la pressione dei turbo, la potenza era contenuta in 600 CV disponibili nell'intervallo 6.200-7.200 giri/min.
Dopo un'assenza di 55 anni una Bugatti tornava quindi a competere a Le Mans, affidata all'equipaggio composto da Alain Cudini, Yannick Dalmas e Jean-Christophe Boullion: la EB 110 fu però costretta al ritiro dopo 23 ore e 30 di gara per un guasto a un turbocompressore.
Ricostruito dopo l'incidente, l'unico esemplare venne ricoverato in un museo.

### EB 110 IMSA

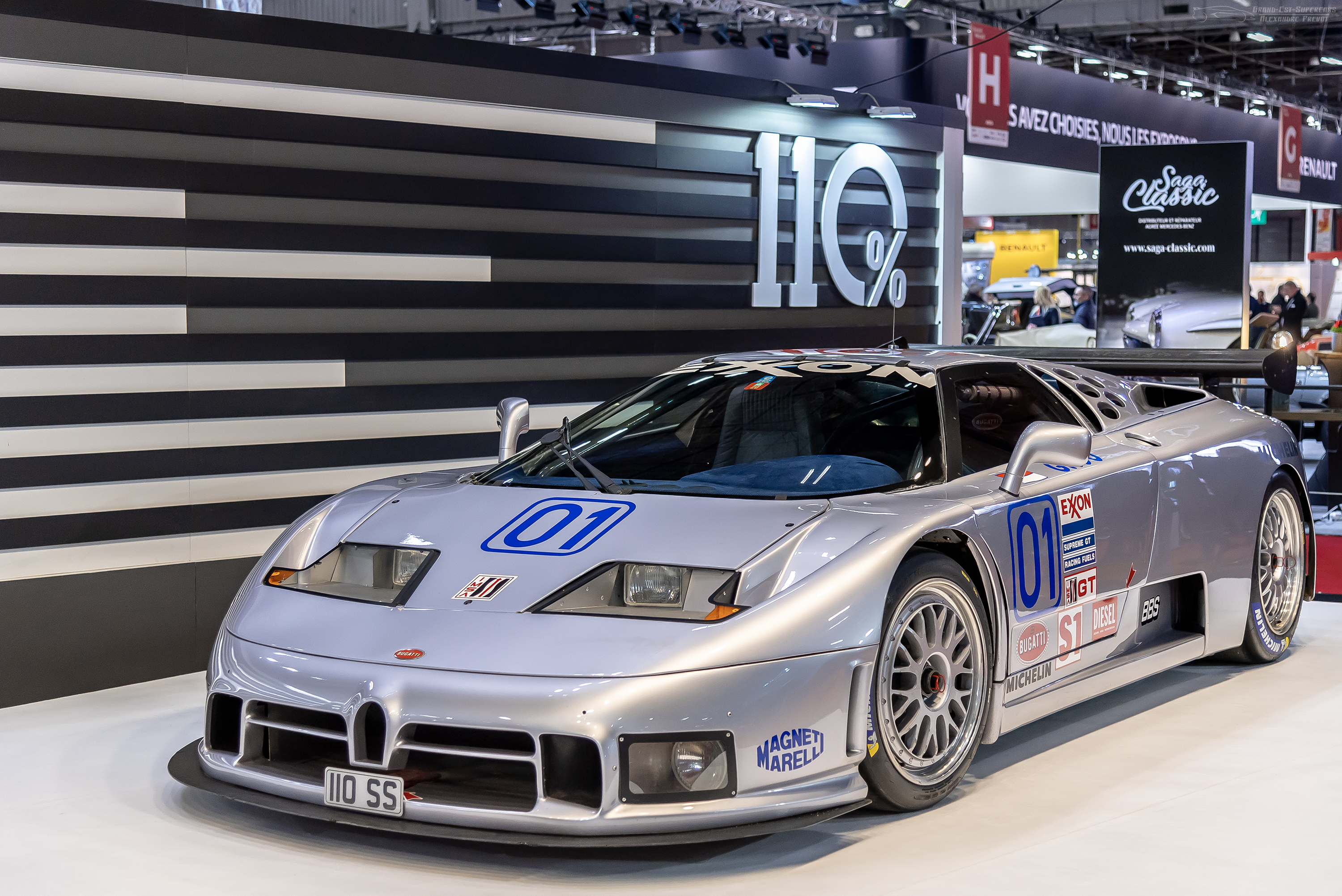
EB 110 IMSA

Nel 1995, un'altra EB 110 corre in Nord America nel campionato IMSA ottenendo anche discreti risultati, poi nel 1996 viene schierata alla 24 Ore di Daytona, segna il 21º posto in griglia e finisce la corsa al 59º posto rallentata da un guasto al cambio.

## Termine della produzione
Nel 1995 la produzione della EB 110 cessò: le enormi spese sostenute per lo stabilimento e per il suo mantenimento, per la EB 110, per il prototipo della EB 112 mai andato in produzione, e per eventi mediatici in pompa magna portarono la società ad una sovraesposizione finanziaria e a un grave indebitamento. A partire dal 1993 alcuni fornitori creditori pretesero il rientro delle somme dovute e sospesero le ulteriori consegne di componenti. Si concluse così la parentesi italiana della Bugatti, il 23 settembre 1995, che chiuse i battenti. Tale successione di eventi fu frutto, secondo l'opinione di Romano Artioli, di un disegno ordito da un'azienda concorrente . Tuttavia molti addetti ai lavori, tra cui Paolo Stanzani , Nicola Materazzi , Mauro Forghieri, Dario Trucco non concordano con la tesi complottistica di Romano Artioli e ritengono che le cause del fallimento vadano ricercate nella mancanza di un valido piano industriale, nell'inesperienza e dell'attitudine prettamente commerciale di Romano Artioli . Nei confronti di Romano Artioli, di Giampaolo Benedini e degli altri membri del CdA venne avviata dal Curatore fallimentare del Tribunale di Modena una procedura di responsabilità per il fallimento della Bugatti Automobili S.p.A. che si concluse con un patteggiamento e il pagamento di 1.640.000.000 di lire nel 1997. Per permettere alla fabbrica di Campogalliano di ripianare i debiti e ripartire, il curatore fallimentare e il giudice incaricato cercarono di riportare il marchio Bugatti in Italia, poiché Artioli dopo l'acquisto dalla Francia lo aveva depositato in una società lussemburghese, ma non ci riuscirono. Il marchio Bugatti fu venduto privatamente nel 1998 da Artioli alla Volkswagen.

## Dauer EB 110

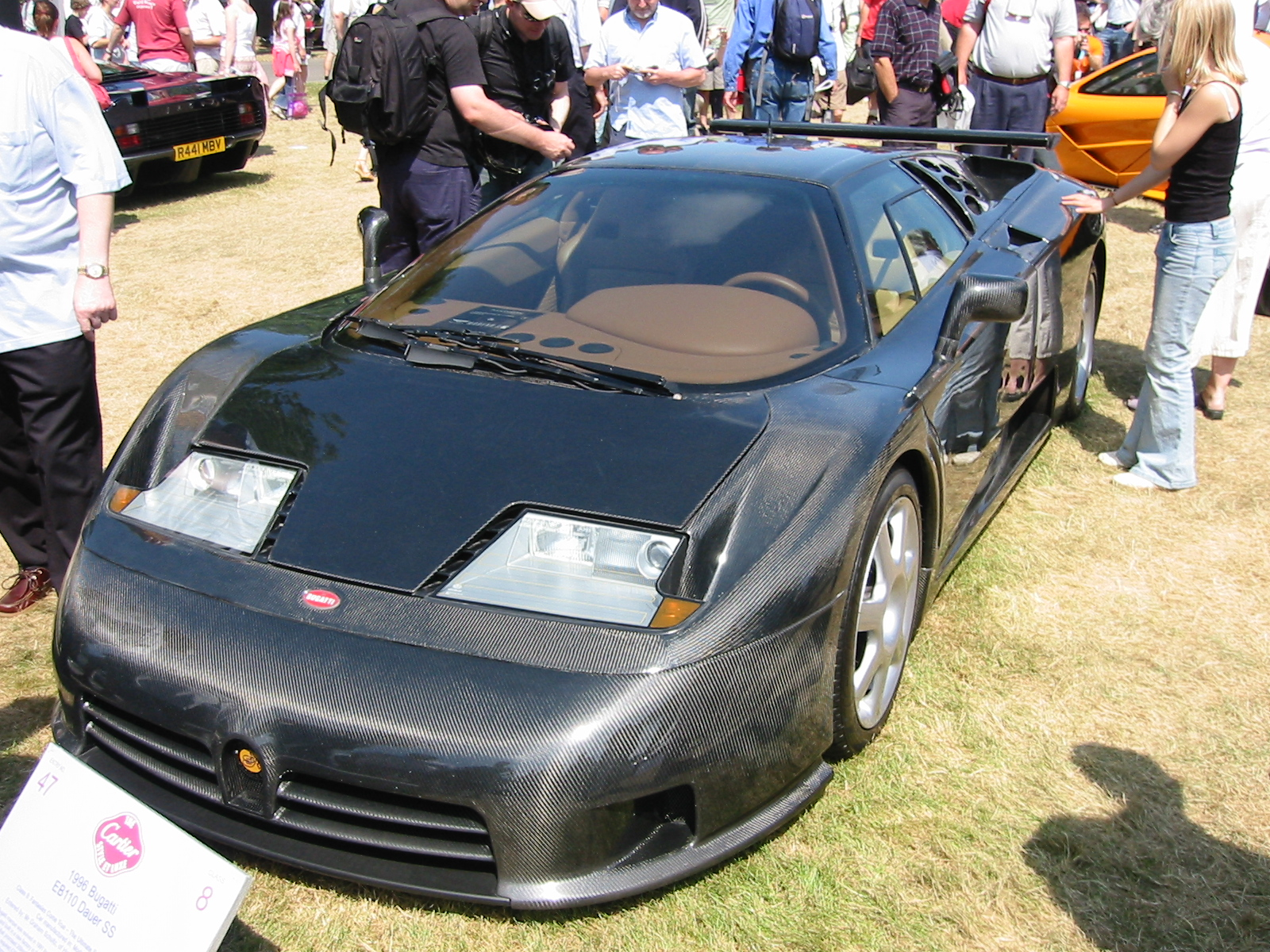
Dauer EB 110 Super Sport

Nel corso della procedura fallimentare riguardante la Bugatti Automobili, una dozzina di vetture semi assemblate e relativi componenti vennero venduti a Jochen Dauer, la cui struttura artigianale aveva già realizzato in precedenza la sportiva Dauer 962 Le Mans. La Dauer utilizzò le scocche rimaste per produrre vetture stradali ribattezzate Dauer EB 110, in quanto i diritti sul marchio Bugatti spettavano alla Volkswagen. Prodotta dal 1998 al 2007 in 8 esemplari, fu venduta ad un prezzo di 450.000 Euro. Le caratteristiche tecniche restavano quasi invariate ad eccezione del peso, ridotto per l'adozione della carrozzeria in fibra di carbonio, e del motore nella versione Super Sport da 645 CV. Ne esiste anche un esemplare non verniciato, con fibra di carbonio a vista.